# Нилус, Сергей Александрович
Серге́й Алекса́ндрович Ни́лус (25 августа [6 сентября] 1862, Москва, Российская империя — 14 января 1929, село Крутец, Александровский уезд, Владимирская губерния, РСФСР, СССР) — русский православный писатель, публицист и мистик.
Известен как публикатор «Протоколов сионских мудрецов», на основании которых развивал теорию иудео-масонского заговора. Стал главной фигурой, связавшей православную апокалиптику с новыми антиеврейскими фобиями, соединив образ антихриста-иудея с идеей всемирного «жидомасонского заговора».

## Биография
Родился 25 августа (6 сентября) 1862 года в Москве в дворянской семье отставного военного и гражданского служащего Александра Петровича Нилуса (1817—1900) и его супруги Наталии Дмитриевны (урождённой Карповой). Дед по отцу — генерал-майор Пётр Богданович Нилус (1768 — после 1817).
Детство Сергей Нилус провел в Москве, приезжая на лето в имение Золотарёво Мценского уезда Орловской губернии. С 1873 года начал учиться в 1-й московской прогимназии (впоследствии — 7-я Московская гимназия). В 1877 году поступил в 3-ю московскую гимназию, которую окончил в 1882 году.
Вслед за старшим братом Дмитрием поступил на юридический факультет Московского университета и, окончив его в 1886 году, был определён кандидатом на судебные должности Симбирского окружного суда. С 1887 года — кандидат на судебные должности при прокуроре Эриванского окружного суда, в 1888 году назначен помощником мирового судьи Сурмалинского отдела Эриванского суда в местечко Баш-Норашен Шаруро-Даралагезского уезда. В 1889 году, оставив службу, он удалился в своё имение в Золотарёве, в котором жил до 1905 года.
Спустя некоторое время произошёл глубокий внутренний перелом в мировоззрении Нилуса. Его духовное возрождение совершилось благодаря чудесному видению преподобного Сергия Радонежского у раки с его мощами в Троице-Сергиевой Лавре и встречам с Иоанном Кронштадтским, который исцелил его от серьёзной болезни горла и вернул к полноте православной веры; также в Троице-Сергиевской лавре он встречался с известным подвижником православной веры, почитавшемся как старец — Георгием Коссовым.
Летом 1900 года Нилус впервые посетил Саровский и Дивеевский монастыри, где познакомился с известными подвижницами игуменьей Марией (Елисавета Алексеевна Ушакова) и блаженной Пашей Саровской. В 1902 году получил в Дивеевском монастыре от Е. И. Мотовиловой архив мужа, Николая Александровича Мотовилова, включавший его записи бесед с Серафимом Саровским. По материалам архива и устным свидетельствам Нилус осуществил ряд публикаций, сыгравших важную роль в формировании почитания святого.
В 1900 году начал проповедовать о близости явления антихриста и Страшного суда. В это время он посетил Гефсиманского старца Варнаву, сотрудничал в «Московских ведомостях». В это время к Нилусу попала рукопись под общим заглавием «Протоколы собраний сионских мудрецов». В июне 1901 года С. А. Нилус впервые посетил великую духом старчества Оптину пустынь. В 1903 году в свет вышла первая книга Нилуса «Великое в малом», выдержавшая затем несколько изданий. Во второе издание книги «Великое в малом» впервые были включены «Протоколы сионских мудрецов».
В начале 1905 года Нилус продал Золотарёво и поступил на службу в канцелярию по делам дворянства Министерства внутренних дел помощником делопроизводителя (в чине губернского секретаря; в 1906 году он — коллежский секретарь).
Намеревался стать священником, но рукоположение не состоялось. Оставив службу, отправился в Николо-Бабаевский монастырь. В 1906 году, 3 февраля, в Петербурге состоялось венчание С. А. Нилуса с камер-фрейлиной Еленой Александровной Озеровой — дочерью посланника в Афинах, а затем в Берне обер-гофмейстера А. П. Озерова. Супруги жили сначала в Валдае (сентябрь (?) 1906 — сентябрь 1907); затем (с 1 октября 1907 года по 14 мая 1912 года) — в Оптиной пустыни (в «Леонтьевской» усадьбе — двухэтажном доме, где жил ранее К. Н. Леонтьев). Результатом разбора скитских рукописей, ознакомлением с духом и строем жизни насельников монастыря стала книга «Святыня под спудом». Дневник, который здесь вёл Нилус, печатался в «Троицком слове»; в 1916 году под заглавием «На берегу Божьей реки» он вышел отдельной книгой. В 1912 году, после инспекции монастыря архиепископом Серафимом (Чичаговым) и вынужденным отъездом из него старца Варсонофия, Нилусы также вынужденно уехали из монастыря, возвратившись в Валдай, где жили до 1917 года.
После революции 1917 года Нилуса преследовали советские власти. С лета 1917 года по апрель 1923 года семья жила в усадьбе Линовица князя Владимира Давидовича Жевахова. После выселения из усадьбы Нилуса многократно арестовывали и держали по несколько месяцев в заключении: в 1923, 1924, 1925, 1927, 1928 годах, однако каждый раз выпускали на свободу. В 1926 году супруги переехали в Кролевец Черниговской губернии, в 1928 году — в село Крутец, близ Александрова.
Не принял «Декларацию» митрополита Сергия (Страгородского) 1927 года, вошёл в группу «непоминающих». Скончался 14 января 1929 года от сердечного приступа в селе Крутец Александровского уезда Владимирской губернии, где и был похоронен.

## Взгляды
Нилус использовал построения Владимира Соловьёва, только переставив акценты, что произошло в рамках корневого сходства юдофилии и юдофобии. Сионские мудрецы в изданных Нилусом «Протоколов» являются как грядущим воинством антихриста, так и мировым правительством. Нилус опирался на западную традицию: когда в конце XIX века во Франции проявляли активность антимасонские центры, публицисты заявляли о «жидомасонской угрозе».
Получив известную подделку «Протоколы сионских мудрецов», он заявил (1917), что «тайна беззакония» окончательно раскрыта; по его словам, она связана с подрывной деятельностью «масоно-еврейских кругов». По Нилусу речь шла о «плане завоевания евреями мира, выработанном веками в рассеянии»; этот план Теодор Герцль докладывал «совету старейшин» в дни Первого сионистского конгресса в Базеле в 1897 году. Следуя за французскими католическими авторами, Нилус утверждал, что в своём стремлении к «захвату мира» Израиль руководит масонством. Этот план разработал ещё царь Соломон со своими мудрецами. Евреи столетиями следовали его заветам, поддерживая обособленность и одновременно проводя подрывную деятельность против всех государств, начиная от античных Греции и Рима и вплоть до нынешней России. По Нилусу, идеальным политическим устройством для евреев является республика, где нет места для свободы личности, но господствует мнение толпы. Опираясь на деньги и сервильную прессу, в условиях демократического устройства евреи осуществляю захват власти во всех странах. Считая евреев заклятыми врагами христианства, он писал о наступлении «торжества вождей талмудистского Израиля над отступившим от Христа миром». Знаками близости конца света он называл появление раввина-чудотворца под Черновцами, ослабление черты оседлости, подготовку Государственной думой проекта закона о равноправии евреев, готовность союзников передать евреям Палестину, рост популярности эзотерики. Европа, по его мнению, была уже захвачена «масонами и евреями», а последний оплот «светлых сил» был в Святой Руси Православной, что вызывало ярость у «врагов Христовых» и их стремление покончить с Россией. В 1917 году после отречения царя Нилус заявил, что «удерживающий взят от православной среды», а, следовательно, воспрепятствовать антихристу больше некому. Он писал о наступлении «торжества вождей талмудистского Израиля над отступившим от Христа миром».

## Влияние
Взгляды Нилуса разделялись рядом видных церковных деятелей, включая протоиерея Иоанна Кронштадтского. Он высоко оценивал книгу «Начало и конец нашего земного мира» и поддержал Нилуса.
Уже находясь под арестом, в марте 1918 года Николай II обратился к книге Нилуса, назвав её «своевременным чтением», однако «Протоколы» он считал фальшивкой. Генерал Алексей Брусилов предполагал, что Нилус и Алексей Шмаков правы и за большевиками стоит «тёмная сила», имеющая связь с Сатаной. Подобные чувства разделялись многими православными.
В постсоветское время соединение апокалиптизма и антисемитизма снова приобретает большие масштабы, что близко к ситуации столетней давности. В частности, имеют место масштабные републикации текстов Сергея Нилуса, в том числе его «Близ есть, при дверех» и других антисемитски направленных пророчеств. Существует определённый социальный заказ на данную литературу.
Сторонником идей Нилуса является православный монархист Сергей Фомин, составитель антологии «Россия перед Вторым пришествием» (с 1993), наиболее популярного православного издания, посвящённого эсхатологическим ожиданиям.
В 2002 году вышла антология «Тайна беззакония в исторических судьбах России», составителями которой были ультраправые деятели Юрий Бегунов, А. Д. Степанов и Константин Душенов. Книга включала, в частности, переиздание книги Нилуса «Близ есть, при дверехъ», куда входит полный текст «Протоколов». Во вступительной статье к антологии Бегунов утверждал, что «Протоколы» являются подлинным документом, который был составлен в «еврейско-масонской ложе Мемфис-Мизраим». Статья оканчивалась предупреждением, что враг рода человеческого готовит «Новый мировой порядок», возглавляемый антихристом, и поэтому всем рекомендуются к прочтению работы Нилуса.

## Память
В 2001 году обществом «Православный Петербург» была учреждена премия имени С. А. Нилуса «за литературные труды, в которых выявляется историческая правда о прошлом России». Её первым лауреатом стал А. Н. Стрижёв. В 2003—2005 годах вышло полное собрание сочинений Нилуса.
С 2001 года в январе ежегодно проводятся Нилусовские чтения.
Почтить его память на его могиле в селе Крутец приезжают паломники из разных стран.

## Работы
- «Великое в малом» (1-е изд., 1903 г.; 2-е изд., 1905 г.; 3-е изд., 1911 г.)
- «Сила Божия и немощь человеческая» (ч. 1—2, Сергиев Посад, 1908)
- «Святыня под спудом. Тайны православного монашеского духа» (Сергиев Посад, 1911)
- «На берегу Божьей реки» (Сергиев Посад, 1911, 1916)
- Близ грядущий антихрист и царство диавола на земле / Сост. Сергей Нилус. — Сергиев Посад, типография Св.-Тр. Сергиевой Лавры, 1911. (Российская государственная библиотека, Викисклад) (переизд. 1992)
- «Близ есть при дверех. О том, чему не желают верить и что так близко» (1-е изд. — Сергиев Посад, 1917; 2-е изд. — СПБ, 1997)
- «Протоколы сионских мудрецов: Всемирный тайный заговор» (изд. Берлинъ, 1922. — с. 125)
- С. А. Нилус. Полное собрание сочинений (комплект из 5 книг). — М.: Городъ, 2009. — 3600 с. — 7000 экз. — ISBN 5-88060-175-7.
- Сергей Нилус «Близ есть при дверех…тайна протоколов сионских мудрецов» — М.: Алгоритм, 2012. — 527 с. — 2000 экз.
- Близ есть, при дверех / Сост. и предисл. А. Н. Стрижев / Отв. ред. О. А. Платонов. — М.: Институт русской цивилизации, 2013. — 576 с. ISBN 978-5-4261-0076-3.